# Castello normanno-svevo di Nicastro
Il Castello Normanno-Svevo è una fortificazione medievale che sorge sul colle di San Teodoro, il rione più antico di Nicastro, ora facente parte della città di Lamezia Terme.

## Storia
Secondo alcune fonti Il castello è stato costruito intorno al IX secolo dai Bizantini, altre fonti sostengono che il castello sia stato edificato dai Normanni nell'XI secolo. La sua posizione, a strapiombo sul colle roccioso, rappresentava un'efficace strategia di difesa e consentiva anche di controllare la pianura circostante fino al mare.
Federico II, in epoca successiva, avviò l'ampliamento degli interni, munendo il castello di caserme e carceri. Sempre Federico II fece costruire un mastio pentagonale e una cinta muraria. Il terremoto del 1638 causò ingenti danni alla struttura del castello, che ancora oggi, seppur in condizioni di dissesto, è visitabile. Del castello ci pervengono solo i resti di quattro torri cilindriche, i bastioni, le mura e un contrafforte con loggetta cieca. Lo scrittore e viaggiatore Henry Swinburne (1743-1803), nel 1778, scrive che, a chiunque visitasse il castello, questo appariva come “un romantico rudere in posizione pericolante sul letto di un fragoroso torrente che scorre giù in una valle buia e boscosa”.
Lo storico Vincenzo Villella ritiene che, ad oggi, non siamo in possesso della data esatta della costruzione del castello. Indubbia è, inoltre, la paternità dell'edificio: secondo alcune fonti spetterebbe ai Bizantini, secondo altre, più documentate, ai Normanni. Il nucleo iniziale sorse sull'altura del centro abitato su una precedente fortezza innalzata tra il VIII e il IX secolo. I Normanni, nella seconda metà dell'XI secolo, ripristinarono la struttura precedente proprio perché dominava la piana sottostante e quindi permetteva una visuale strategica.
La storia del castello di Nicastro si intreccia, soprattutto, con la tragica fine del figlio ribelle di Federico II, Enrico VII, tenuto rinchiuso nel castello nicastrese per due anni a partire dal 1240, ed affidato alla custodia del castellano Martino d'Ippolito, della Casa d'Ippolito, oriunda di Mantova. Una versione racconta che Enrico VII finì i suoi giorni suicida a soli 31 anni, il 12 aprile 1242. Un giorno, percorrendo una tortuosa strada di montagna con la scorta, mentre veniva trasferito da Nicastro alla volta del castello di Martirano, scappato alla vigilanza, si gettò da cavallo sfracellandosi in un dirupo. Qualcuno ha anche sostenuto che fu proprio Federico II a farlo uccidere. Una versione, più recente e sostenuta da valida documentazione, sostiene che Enrico VII sia deceduto per morte naturale a causa di una malattia contratta in carcere. Il corpo del re fu in seguito trasportato nel duomo di Cosenza dal vescovo di Martirano Leone Filippo De Matera (1218-1237), patrizio cosentino e cancelliere del Regno di Sicilia.